# Casa das Arcadas
Edifício Casa das Arcadas é um prédio localizado no distrito da Sé, integrando o Centro Histórico de São Paulo, na capital paulista. 
Inaugurado em 1929, ele foi projetado por Dácio A. de Moraes e Cia. Ltda e pertenceu ao empresário e cafeicultor paulista Armando Álvares Penteado, que dá nome à fundação que hoje é proprietária do local. Desde sua abertura abrigou diversos escritórios e comércios, possuindo até hoje a mesma função.
Em 2009 o edifício foi alvo de um minucioso projeto de restauração, que teve início a partir da Lei Cidade Limpa. Em vigor desde 2007, ela exigiu a remoção de propagandas que estivessem instaladas em estabelecimentos comerciais da cidade. Com o projeto, a fachada voltou a exibir suas características arquitetônicas tradicionais e também ganhou destaque com um novo sistema de iluminação.
Este antigo edifício possui um estilo neoclássico, depois de ter ficado escondido atrás de cartazes por anos passando despercebido pela maioria das pessoas que passavam na rua diariamente.

## História
Localizado na esquina da Rua Quintino Bocaiúva com a Rua Benjamim Constant, próximo à Praça da Sé, o edifício foi construído na segunda metade da década de 1920 e pertenceu a Armando Álvares Penteado até a sua morte, em 1947. Atualmente, o edifício é propriedade da Fundação Armando Alvares Penteado (FAAP).
Seu nome faz referência aos arcos que ornamentam sua fachada e surgiu, também, em alusão aos diversos advogados que mantinham escritórios no edifício. Na época, muitos deles eram formados pela faculdade de Direito do Largo São Francisco, apelidada até hoje como "Arcadas".
O local continua ocupado também por variados estabelecimentos comerciais, como óticas e ourives, além de consultórios médicos e imobiliários. Entre seus locatários mais antigos está a tradicional loja de calçados Fidalga, presente no edifício desde sua inauguração.

## Arquitetura

### Estilo arquitetônico

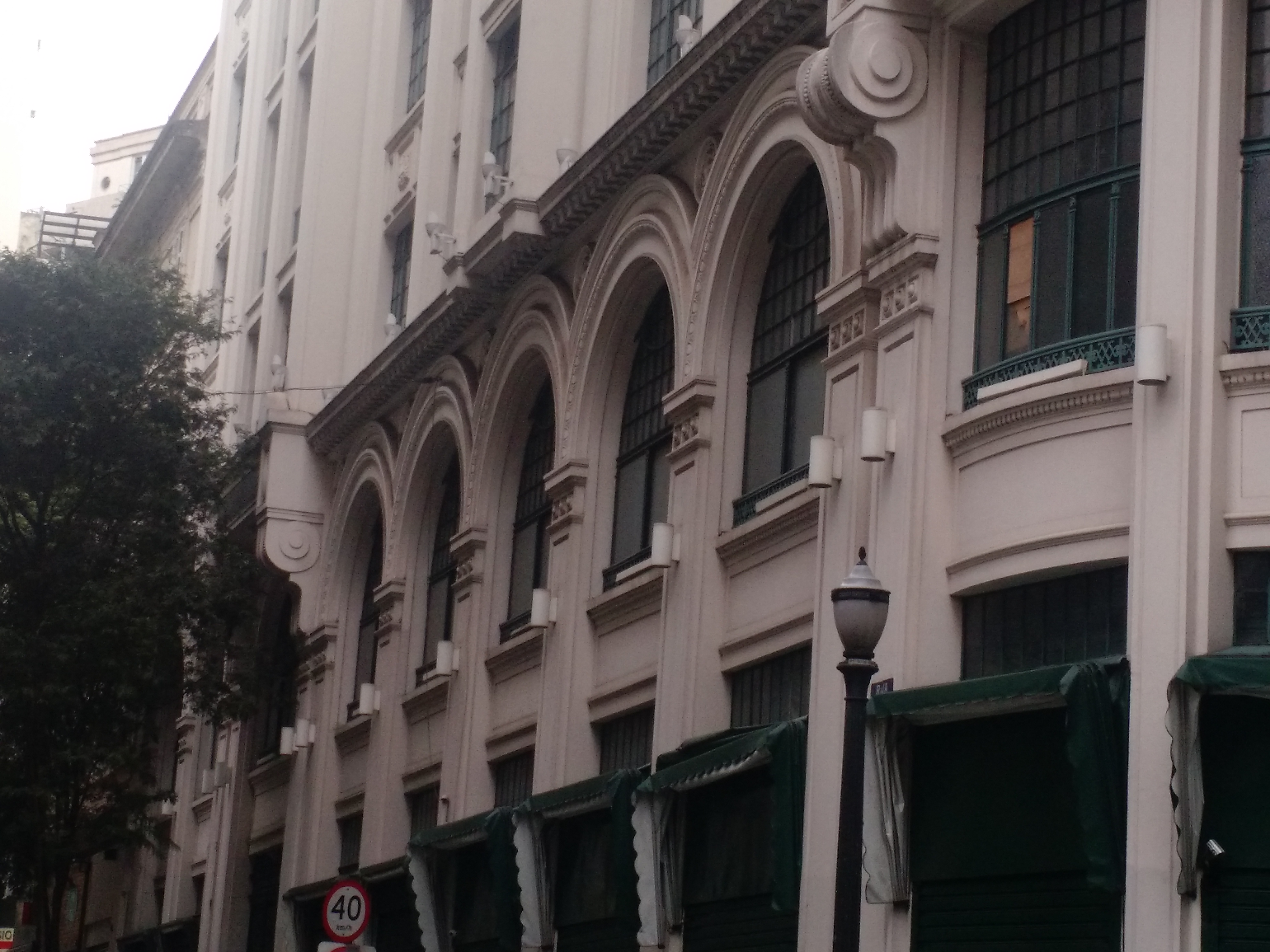
As arcadas e rosetas caracterizam a arquitetura neoclássica do edifício

Sua arquitetura segue um estilo neoclássico e é constituída por sete pavimentos, além do térreo, porão e ático. O prédio segue o alinhamento das duas ruas e forma uma curva na esquina, na qual o nome “Casa das Arcadas” é formado por pastilhas.O edifício foi construído em concreto armado, alvenaria e tijolos, possuindo oito pavimentos, porão e ático recuado. Tem estilo eclético, de influência neoclássica.
Os arcos, característicos do prédio e influência em seu nome, encontram-se ornamentados entre o térreo e o primeiro pavimento das duas fachadas laterais. Enquanto a voltada para a Rua Quintino Bocaiúva é maior, com oito arcos, a da Rua Benjamin Constant possui sete. 
A fachada também conta com pequenas rosetas, localizadas entre os arcos, e inclui uma composição de janelas com vergas retas. No topo do edifício, na região de sua esquina, encontra-se uma cúpula adornada por janelas e colunas decorativas.

### Restauração

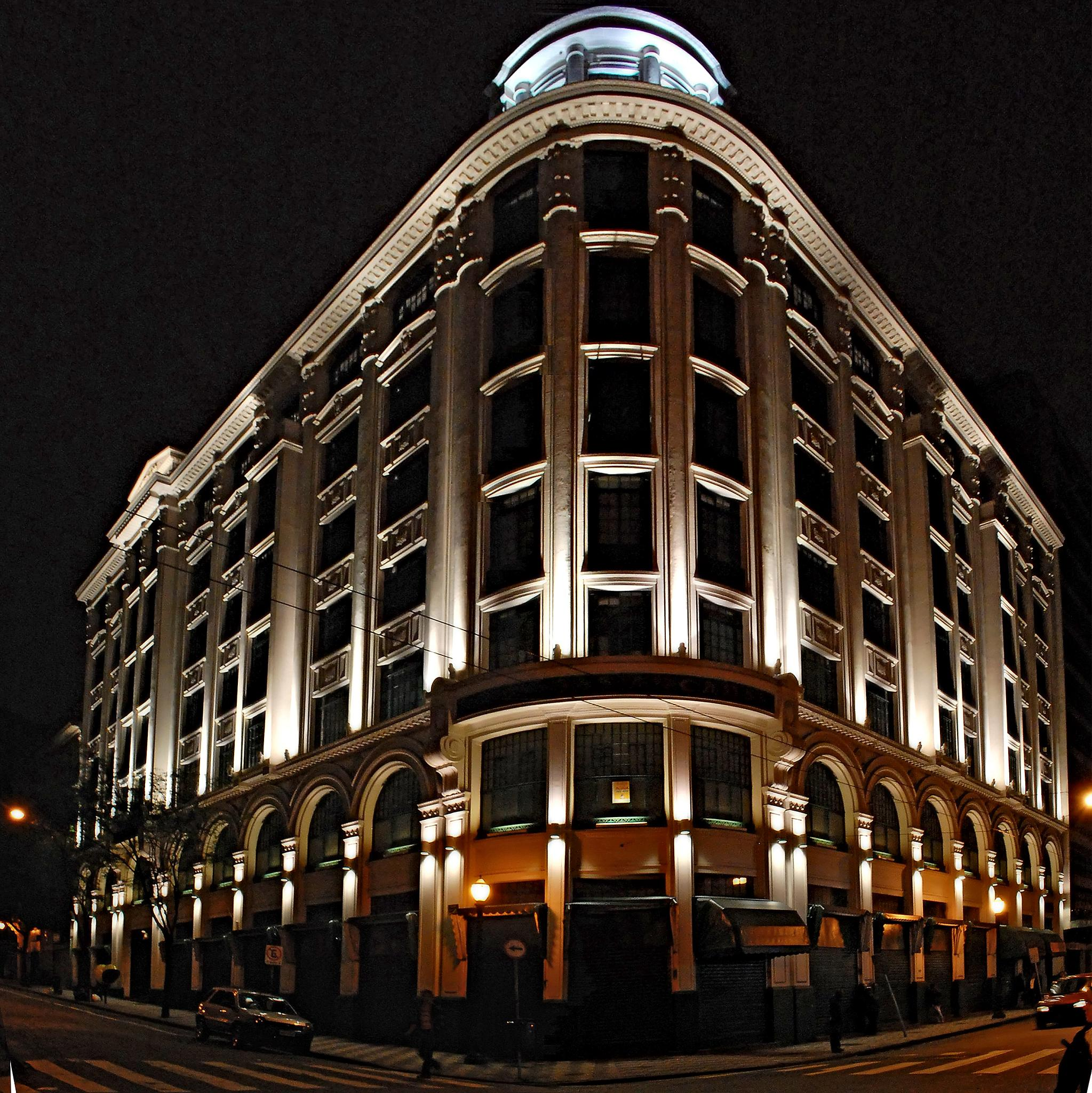
À noite, as luzes realçam os detalhes da fachada

Ao longo dos anos, a fachada original do edifício passou a ser ameaçada pela presença de placas e propagandas, que ocultaram parte de suas estruturas mais características. A retomada de seu estilo original se deu a partir de 2006, quando ele teve sua fachada exposta devido à aplicação da da Lei Cidade Limpa, que ordenou a retirada dos materiais publicitários de toda a sua área externa. Em 2009, foi iniciado um projeto de restauro assinado pelo escritório de Engenharia Cláudio Helú.
O restauro foi planejado com o objetivo de conservar o patrimônio histórico da cidade de São Paulo, recuperando a tipologia do edifício e a decoração da fachada, recuperando seus arcos originais.
Durante as obras foram removidas as implementações que descaracterizavam seu estilo original, como revestimentos de azulejos, lambris de alumínio e as próprias estruturas utilizadas como suporte de anúncios. Para uma maior semelhança à estrutura original, foi utilizado o mesmo tipo de material para reproduzir a argamassa utilizada na época da construção, adquirido através de testes feitos em laboratório que seguiam a volumetria e a forma dos elementos encontrados originalmente. A fachada ganhou também uma nova pintura, além de uma limpeza com jateamento de água e retirada de resíduos e pinturas realizadas com tinta látex.
Com o intuito de realçar os detalhes da arquitetura do edifício, o restauro também foi integrado pela implementação de um novo projeto luminotécnico, criado pelo Engenheiro Plínio Godoy. A partir dele, foram instaladas 47 arandelas com lâmpadas de vapor metálico e 36 projetores com lâmpadas fluorescentes. A nova iluminação valorizou os arcos, capitéis e colunas do edifício.

## Significado histórico e cultural
Localizado na Sé, o edifício integra a região conhecida como Centro Histórico, que também engloba edifícios históricos como a Catedral da Sé, o Theatro Municipal e o Mosteiro de São Bento. A região é considerada um acervo arquitetônico do centro da cidade, pois representa a história da arquitetura paulistana dos arredores do século XX.

### Processo de tombamento
Em 1992, o imóvel foi enquadrado pela Prefeitura de São Paulo como integrante da zona de preservação de imóveis de caráter histórico, artístico, cultural e paisagístico (Z8-200), sendo assim determinada a abertura de um processo de tombamento do edifício. Tal resolução, segundo o órgão, "ratifica o valor cultural, histórico, arquitetônico e ambiental do imóvel atingido por ela". Além disso, tem como intuito "proteger o imóvel da destruição, da descaracterização, além de reconhecer e manter seu valor para as futuras gerações".. Registrado na Resolução 44/92-551 do Conpresp/DPH, o prédio está atualmente em processo de tombamento.
É de responsabilidade do DPH (Departamento do Patrimônio Histórico) a supervisão e administração das casas históricas, bem como, a proteção do acervo dos bens imóveis e dos documentos históricos e culturais.

## Galeria

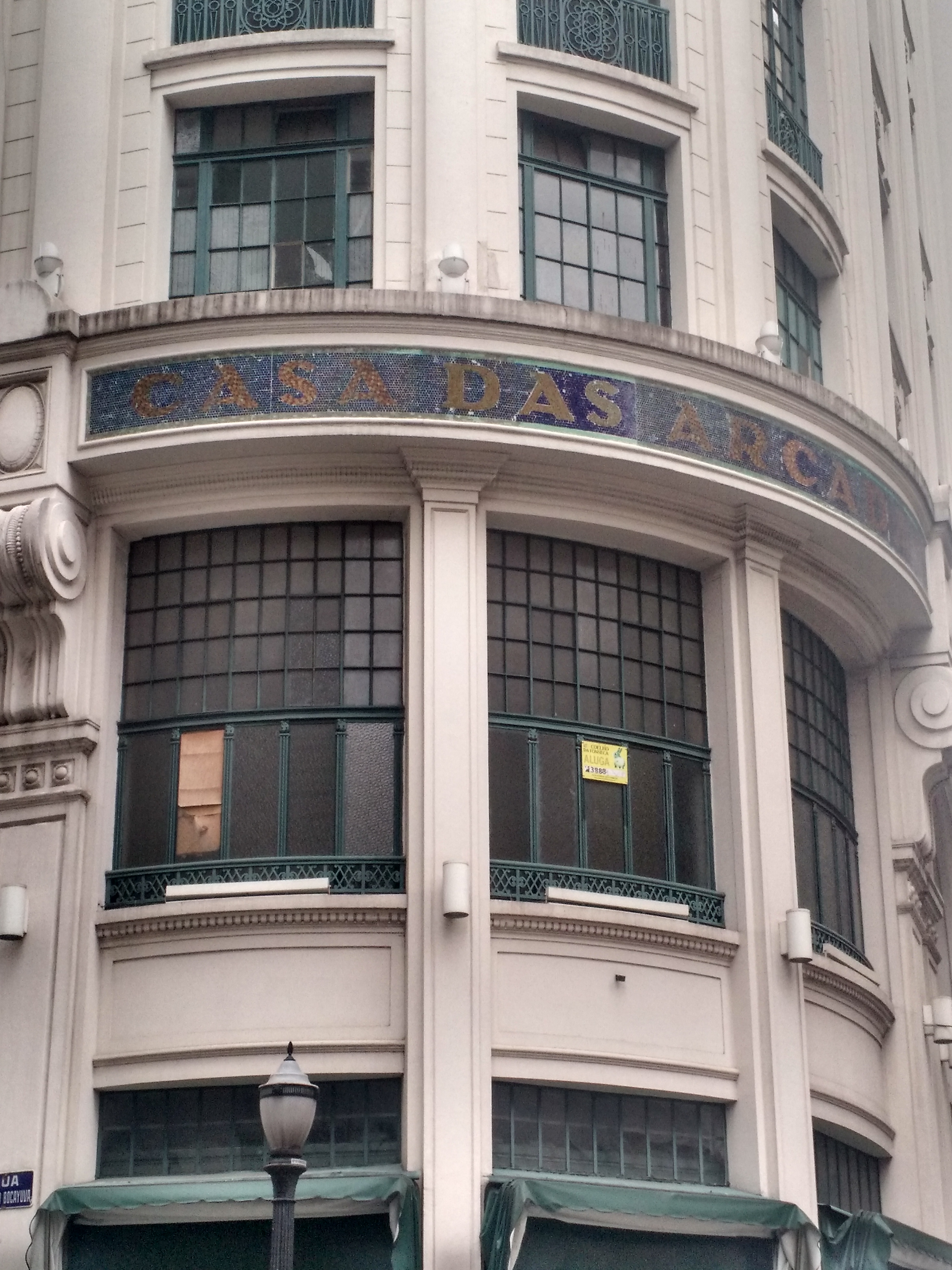
A fachada da esquina expõe o nome do edifício "Casa das Arcadas"
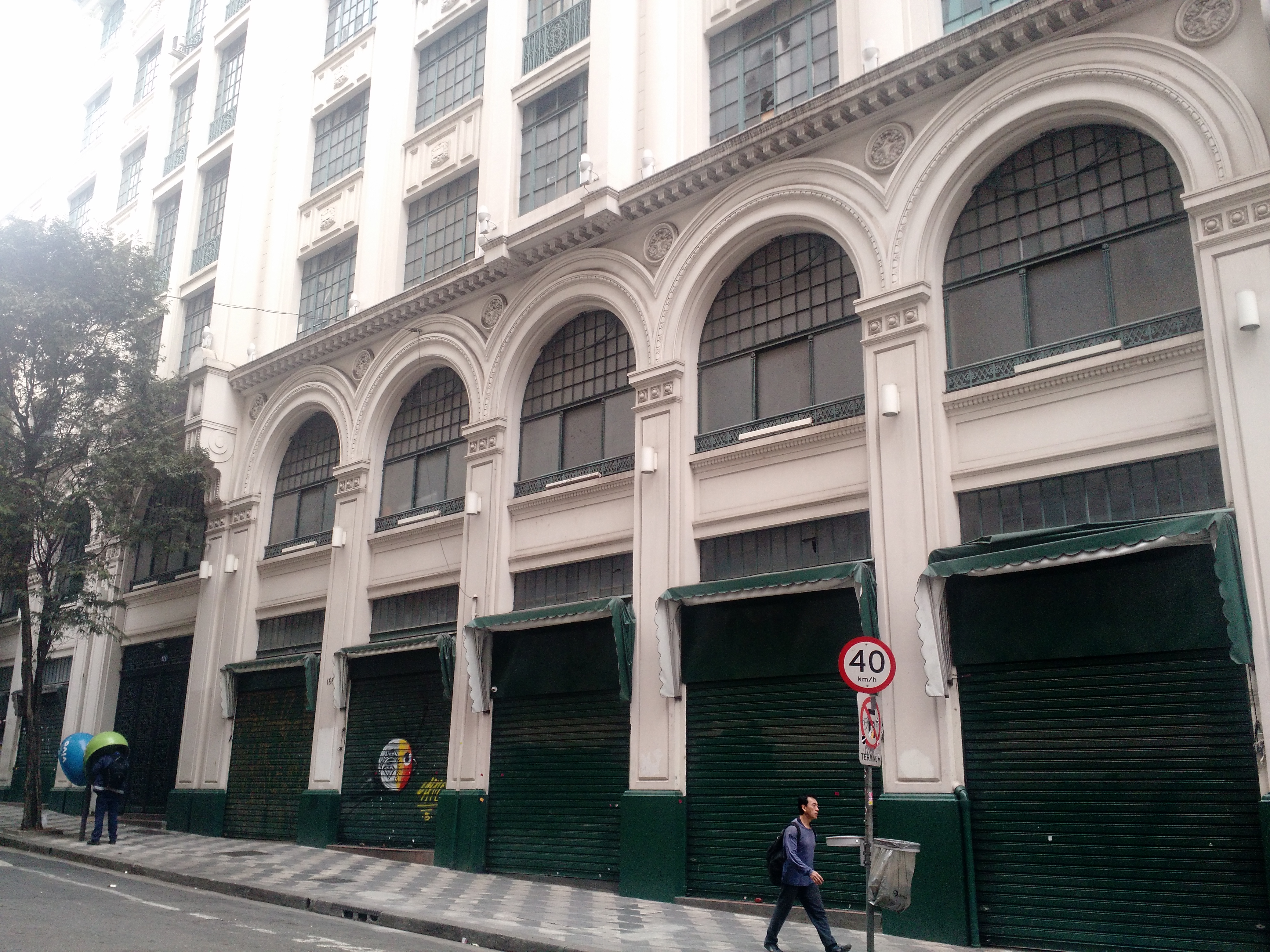
Detalhe das rosetas que integram a fachada lateral
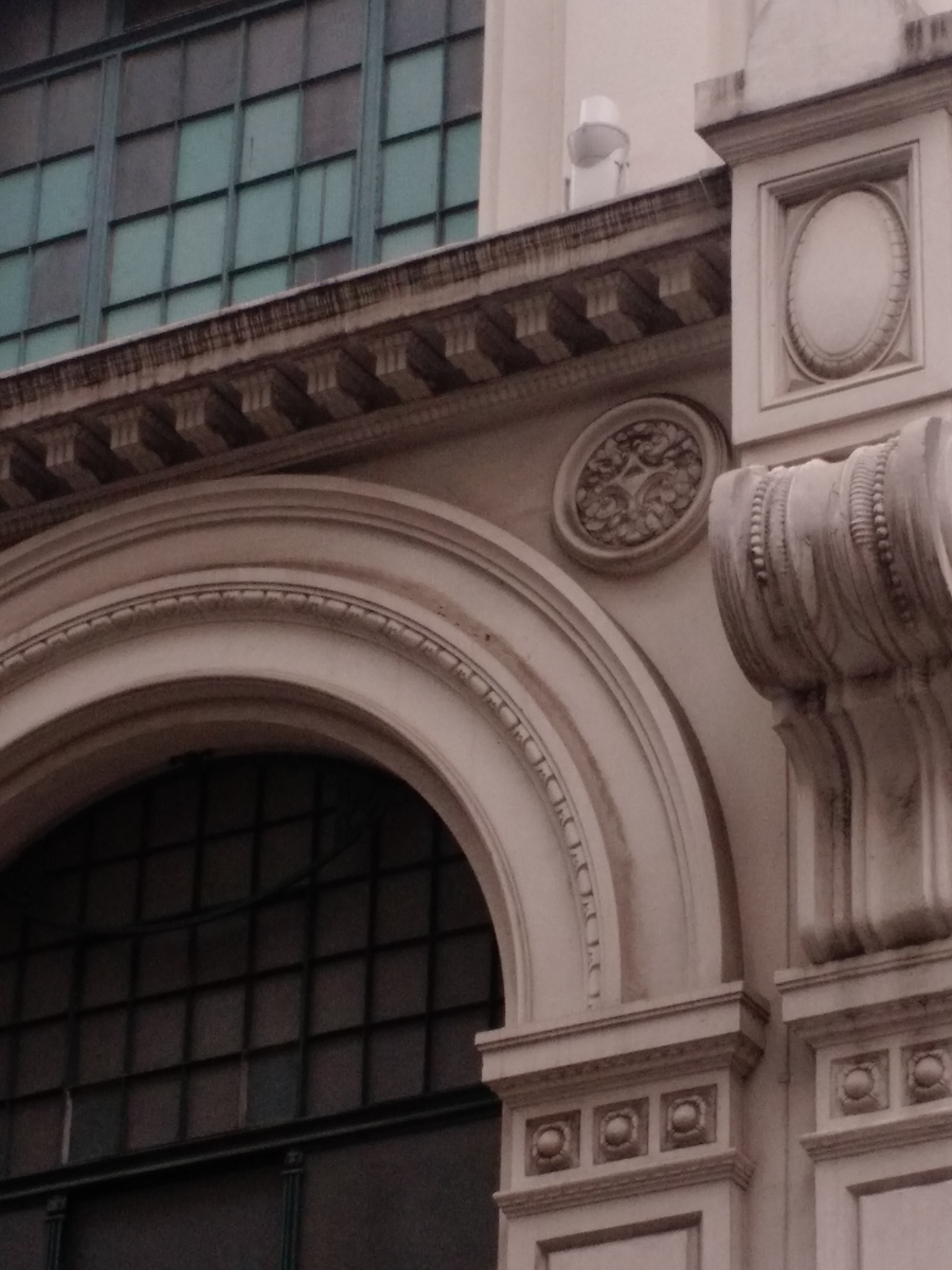
Arcos e rosetas presentes na fachada lateral
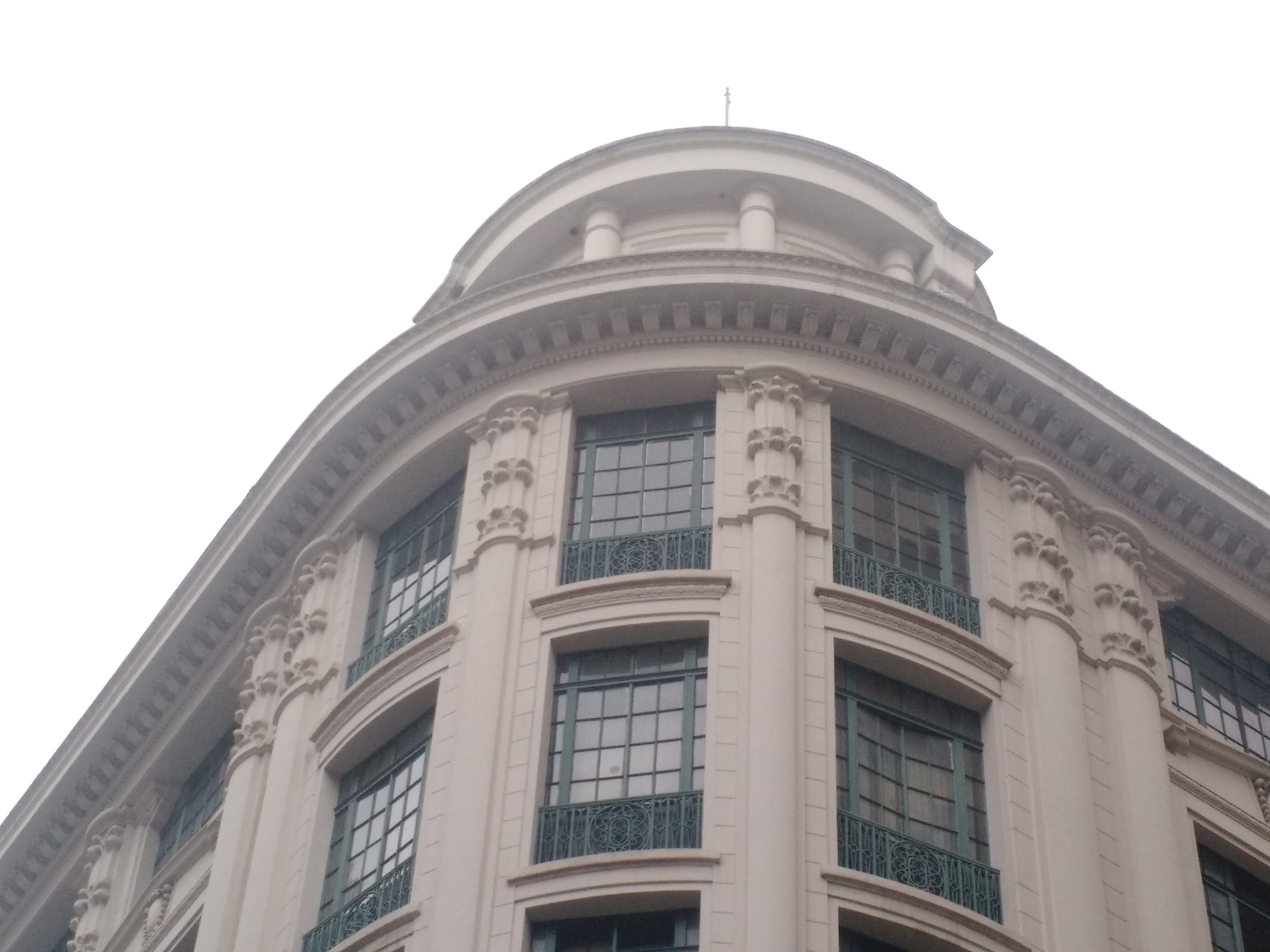
Cúpula presente acima da fachada da esquina
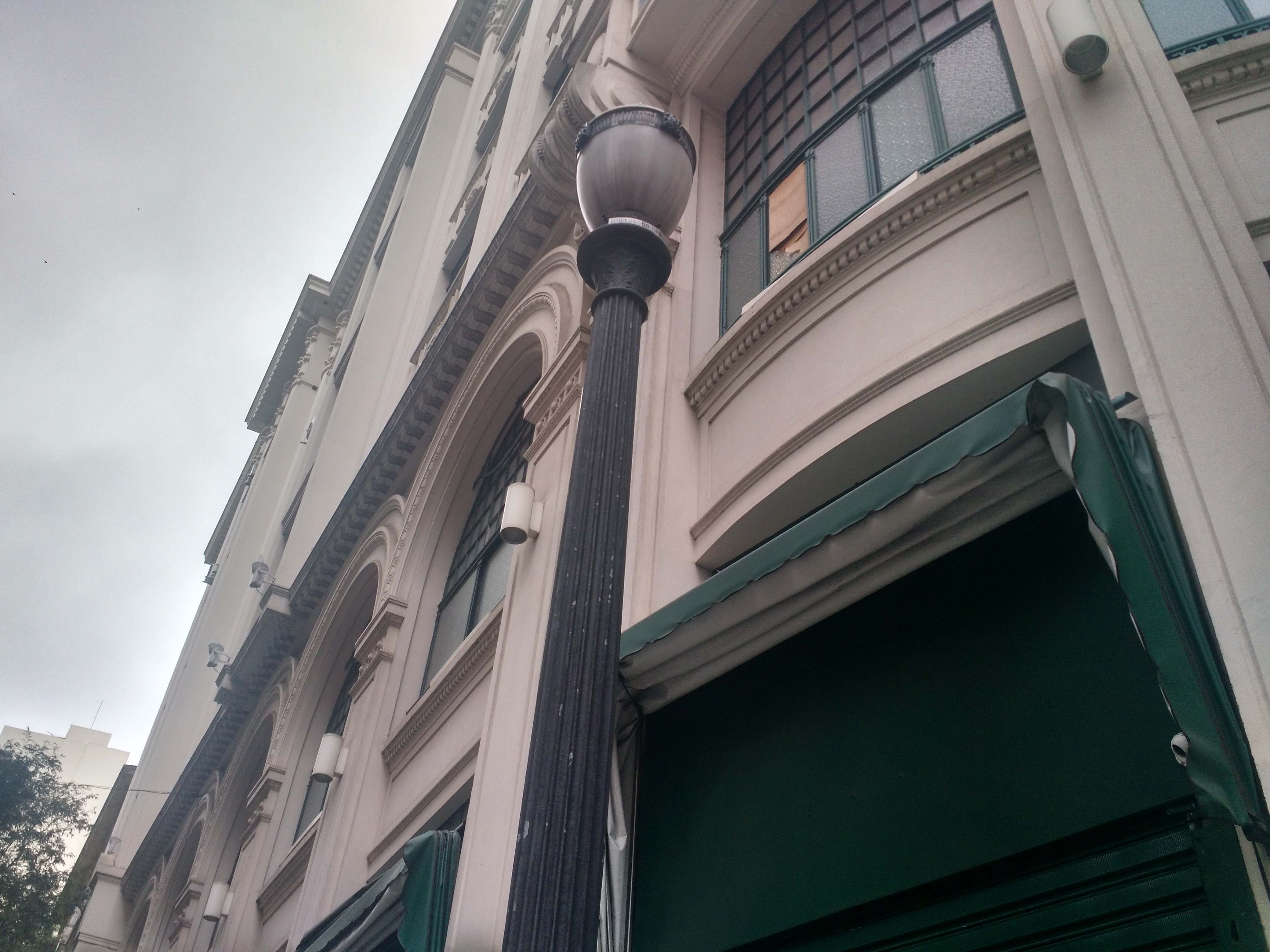
Parte do sistema de iluminação que integra o projeto